# محمود الشياب
محمود ياسين طه الشياب، طبيب ووزير أردني مواليد الصريح عام 1956.

## التعليم
حصل محمود الشياب على بكالوريوس طب وجراحة عامة من الجامعة الأردنية عام 1982، وماجستير في طب الأطفال من نفس الجامعة عام 1986. كما حصل على شهادة المجلس الطبي الأردني عام 1986 وزمالة الكلية الملكية الأيرلندية عام 1990. 

## المناصب
عمل مديراً عاماً لمستشفى الملك المؤسس عبدالله الجامعي من 10 نيسان 2004 حتى 24 نوفمبر 2010. وفي نفس الفترة كان نائباً لرئيس جامعة العلوم والتكنولوجيا الأردنية، تحديداً من 2003 حتى 2009. كما رأس قسم طب الأطفال في الجامعة نفسها. عيّن وزيراً للصحة في حكومة هاني الملقي الأولى والثانية، واحتفظ بمنصبه في حكومة عمر الرزاز التي تشكلت في حزيران 2018 حتى التغيير الوزاري في حكومة الرزاز.